# Horodenka (gmina)
Horodenka – dawna gmina wiejska w powiecie horodeńskim województwa stanisławowskiego II Rzeczypospolitej. Siedzibą gminy było miasto Horodenka, które stanowiło osobną gminę miejską.
Gminę utworzono 1 sierpnia 1934 r. w ramach reformy na podstawie ustawy scaleniowej z dotychczasowych gmin wiejskich: Horodnica, Jasieniów Polny, Probabin, Serafińce i Strzylcze.
Pod okupacją niemiecką zniesiona i przekształcona w gminę Serafińce.